# Jean-Luc Rasamoelina
Jean-Luc Rasamoelina, född 4 oktober 1989, är en angolansk roddare.
Rasamoelina tävlade för Angola vid olympiska sommarspelen 2016 i Rio de Janeiro, där han tillsammans med André Matias slutade på 20:e plats i lättvikts-dubbelsculler.